# Manantial de la Honda
Manantial de la Honda är en ort i Mexiko.   Den ligger i kommunen Miguel Auza och delstaten Zacatecas, i den centrala delen av landet, 700 km nordväst om huvudstaden Mexico City. Manantial de la Honda ligger 2 158 meter över havet och antalet invånare är 518.
Terrängen runt Manantial de la Honda är en högslätt. Runt Manantial de la Honda är det glesbefolkat, med 18 invånare per kvadratkilometer. Närmaste större samhälle är Ramón Corona, 9,4 km nordväst om Manantial de la Honda. Omgivningarna runt Manantial de la Honda är i huvudsak ett öppet busklandskap.